# Слухоцин
Слухоцин (пол. Słuchocin) — село в Польщі, у гміні Ґрембкув Венґровського повіту Мазовецького воєводства.
Населення — 225 осіб (2011).
У 1975-1998 роках село належало до Седлецького воєводства.

## Демографія
Демографічна структура станом на 31 березня 2011 року:
|          | Загалом | Допрацездатний вік | Працездатний вік | Постпрацездатний вік |
| -------- | ------- | ------------------ | ---------------- | -------------------- |
| Чоловіки | 122     | 17                 | 87               | 18                   |
| Жінки    | 103     | 25                 | 51               | 27                   |
| Разом    | 225     | 42                 | 138              | 45                   |